# Europameisterschaften der Rhythmischen Sportgymnastik 1980
Die II. Europameisterschaften der Rhythmischen Sportgymnastik fanden zwischen dem 24. und 26. Oktober 1980 in Amsterdam, Niederlande statt. Im Vergleich zur vorherigen Meisterschaft wurde das Programm um eine Disziplin erweitert. Neu hinzu kam das Gerät Keulen, an Stelle des Balls wurde mit dem Reifen geturnt.
Alle Goldmedaillen gingen an bulgarische Athletinnen, von denen Iliana Raeva alleine drei von vier Siegen in den Gerätefinals und dem Einzelmehrkampf erzielte.

## Ergebnisse

### Einzelmehrkampf

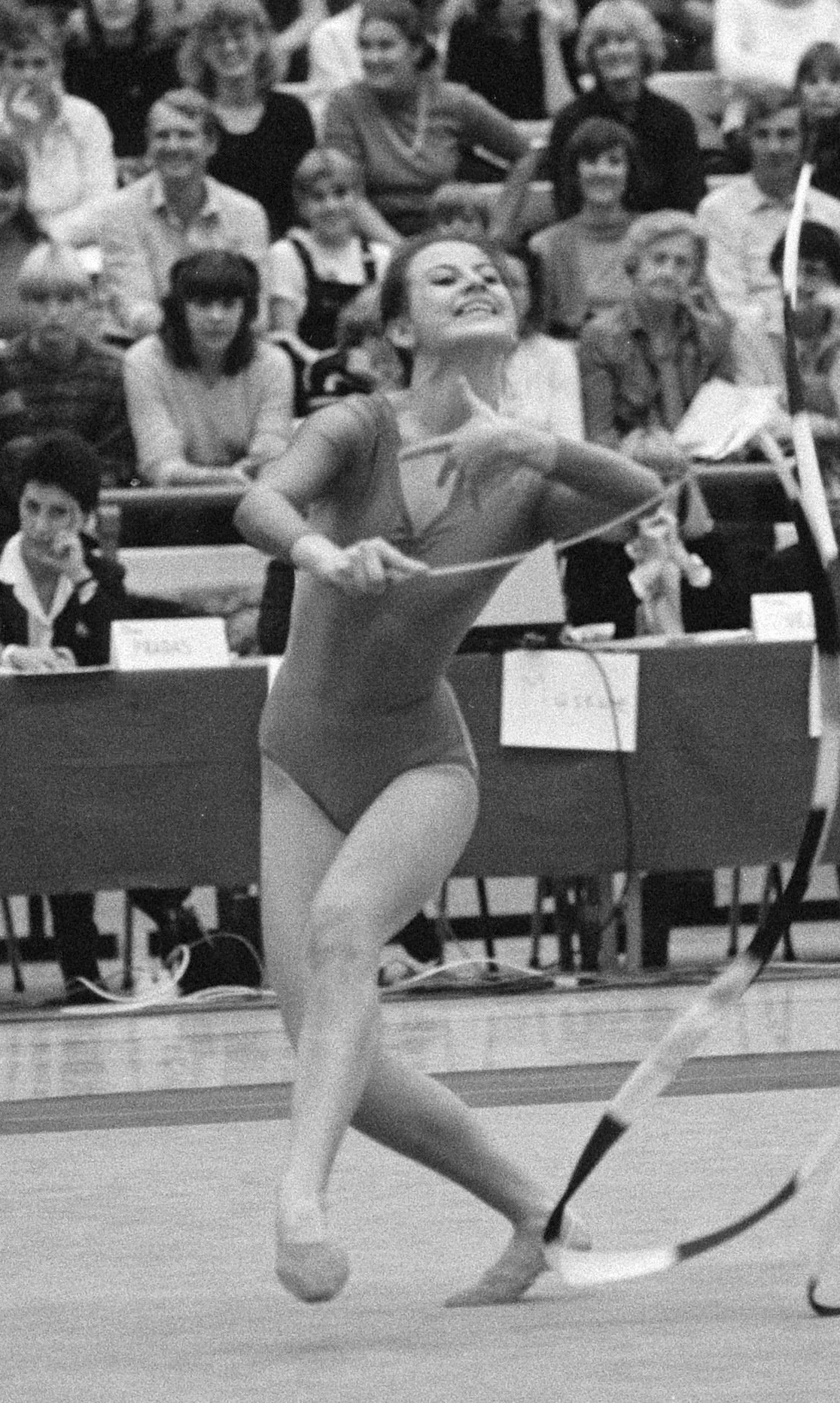
Iliana Raeva (BUL), erfolgreichste Teilnehmerin

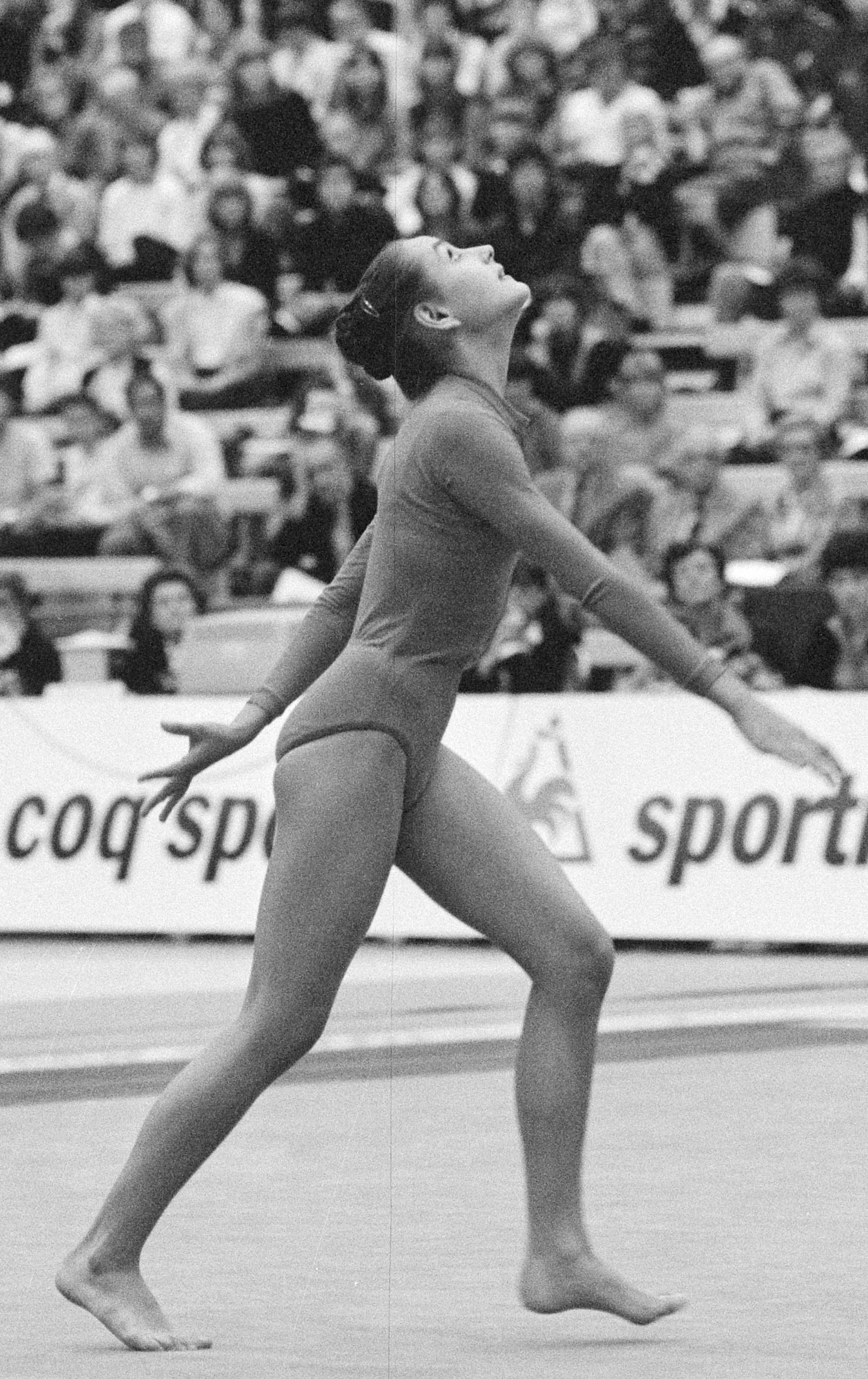
Inessa Lisowskaja (RUS)

Zur Ermittlung des Gesamtstandes wurden die Punkte aus den Teildisziplinen Seil, Ball, Keulen und Band zusammenaddiert.

Die besten acht Athletinnen in den Teildisziplinen (hier kursiv hervorgehoben) bestritten die Gerätefinals.
| Platz | Land                   | Athletin               | Seil  | Reifen | Keulen | Band  | Gesamt |
| ----- | ---------------------- | ---------------------- | ----- | ------ | ------ | ----- | ------ |
| 1     | Bulgarien              | Iliana Raeva           | 9,800 | 9,800  | 9,750  | 9,600 | 38,950 |
| 2     | Bulgarien              | Lilia Ignatova         | 9,400 | 9,650  | 9,800  | 9,750 | 38,600 |
| 3     | Sowjetunion            | Inessa Lisowskaja      | 9,500 | 9,550  | 9,600  | 9,600 | 38,250 |
| 4     | BR Deutschland         | Carmen Rischer         | 9,550 | 9,550  | 9,400  | 9,350 | 37,850 |
| 5     | Sowjetunion            | Elena Tomas            | 9,600 | 9,150  | 9,650  | 9,200 | 37,600 |
| 6     | BR Deutschland         | Regina Weber           | 9,450 | 9,450  | 9,350  | 9,150 | 37,400 |
| 7     | Spanien                | Sonia Conde            | 9,400 | 9,200  | 9,250  | 9,300 | 37,150 |
| 7     | Spanien                | Susana Mendizabal      | 9,300 | 9,150  | 9,350  | 9,350 | 37,150 |
| 9     | Tschechoslowakei       | Daniela Bosanska       | 9,550 | 8,900  | 9,600  | 8,950 | 37,000 |
| 10    | Italien                | Manuela Agnolucci      | 9,050 | 9,250  | 9,150  | 9,250 | 36,700 |
| 11    | Tschechoslowakei       | Zuzana Zaveska         | 9,450 | 9,400  | 9,000  | 8,700 | 36,550 |
| 12    | Schweden               | Anna Janson            | 9,200 | 9,050  | 9,150  | 8,950 | 36,350 |
| 13    | Ungarn                 | Gyorgyi Kovacs         | 9,300 | 8,900  | 8,900  | 9,100 | 36,200 |
| 14    | Niederlande            | Joke de Boer           | 9,300 | 8,900  | 8,650  | 9,250 | 36,100 |
| 15    | Polen                  | Anna Klos-Sulima       | 9,100 | 9,250  | 8,850  | 8,850 | 36,050 |
| 16    | Ungarn                 | Anna Molnar            | 9,100 | 8,800  | 8,850  | 9,200 | 35,950 |
| 17    | Niederlande            | Irma Borgsteede        | 8,950 | 8,850  | 9,150  | 8,950 | 35,900 |
| 18    | Jugoslawien            | Liljana Vugic          | 8,900 | 8,750  | 8,700  | 8,850 | 35,200 |
| 19    | Schweiz                | Grazia Verzasconi      | 8,900 | 8,550  | 8,800  | 8,850 | 35,100 |
| 20    | Schweiz                | Suzanne Müller         | 8,850 | 8,750  | 8,800  | 8,650 | 35,050 |
| 21    | Schweden               | Gunlog Bergvall        | 8,750 | 8,900  | 8,450  | 8,800 | 34,900 |
| 21    | Polen                  | Ewa Figeland-Kowalak   | 9,200 | 7,900  | 9,200  | 8,600 | 34,900 |
| 21    | Italien                | Delia Mazzanzanica     | 9,000 | 8,000  | 8,800  | 9,100 | 34,900 |
| 24    | Italien                | Marianne Reme          | 8,700 | 8,900  | 8,600  | 8,650 | 34,850 |
| 25    | Dänemark               | Mette Lyngholm         | 8,700 | 8,750  | 8,600  | 8,700 | 34,750 |
| 25    | Norwegen               | Mette Guldberg         | 8,800 | 8,750  | 8,400  | 8,700 | 34,650 |
| 27    | Jugoslawien            | Nevenka Ilic           | 8,650 | 8,850  | 8,550  | 8,550 | 34,600 |
| 28    | Frankreich             | Marie-Claude Ferrandis | 8,750 | 8,600  | 8,450  | 8,550 | 34,350 |
| 28    | Frankreich             | Martina Vital          | 8,600 | 8,550  | 8,400  | 8,800 | 34,350 |
| 30    | Österreich             | Gabrielle Jusek        | 8,400 | 8,550  | 8,300  | 8,500 | 33,750 |
| 31    | Österreich             | Monika Bachmann        | 8,350 | 8,400  | 8,500  | 8,450 | 33,700 |
| 32    | Dänemark               | Liselotte Korsgaard    | 8,150 | 8,650  | 8,150  | 8,550 | 33,500 |
| 33    | Belgien                | Sarina Roberti         | 8,400 | 8,550  | 8,000  | 8,400 | 33,350 |
| 34    | Vereinigtes Königreich | Eileen Ward            | 8,300 | 8,400  | 8,100  | 8,500 | 33,300 |
| 35    | Finnland               | Leila Jaaskelainen     | 8,550 | 7,750  | 8,500  | 8,450 | 33,250 |
| 36    | Belgien                | Claire Audenaarde      | 8,300 | 8,350  | 8,000  | 8,400 | 33,050 |
| 37    | Vereinigtes Königreich | Amanda Ziff            | 8,000 | 8,400  | 8,250  | 8,350 | 33,000 |
| 38    | Finnland               | Riitta Immonen         | 8,300 | 8,000  | 8,300  | 8,300 | 32,900 |

### Gerätefinals
In allen vier Gerätefinals wurden die Teilergebnisse aus dem Einzelmehrkampf als Vornote herangezogen.
| Platz | Land             | Athletin          | Vornote | Punkte | Gesamt |
| ----- | ---------------- | ----------------- | ------- | ------ | ------ |
| 1     | Bulgarien        | Iliana Raeva      | 9,800   | 9,800  | 19,600 |
| 2     | Sowjetunion      | Elena Thomas      | 9,600   | 9,650  | 19,250 |
| 3     | Tschechoslowakei | Daniela Bosanska  | 9,550   | 9,650  | 19,200 |
| 4     | Sowjetunion      | Inessa Lisowskaja | 9,500   | 9,650  | 19,150 |
| 5     | Bulgarien        | Lilia Ignatova    | 9,400   | 9,650  | 19,050 |
| 5     | Tschechoslowakei | Zuzana Zaveska    | 9,450   | 9,600  | 19,050 |
| 7     | BR Deutschland   | Carmen Rischer    | 9,550   | 9,450  | 19,000 |
| 8     | BR Deutschland   | Regina Weber      | 9,450   | 9,050  | 18,500 |

| Platz | Land             | Athletin          | Vornote | Punkte | Gesamt |
| ----- | ---------------- | ----------------- | ------- | ------ | ------ |
| 1     | Bulgarien        | Iliana Raeva      | 9,800   | 9,900  | 19,700 |
| 2     | Bulgarien        | Lilia Ignatova    | 9,650   | 9,800  | 19,450 |
| 3     | BR Deutschland   | Carmen Rischer    | 9,550   | 9,600  | 19,150 |
| 4     | Sowjetunion      | Inessa Lisowskaja | 9,550   | 9,500  | 19,050 |
| 5     | Tschechoslowakei | Zuzana Zaveska    | 9,400   | 9,600  | 19,000 |
| 6     | Spanien          | Sonia Conde       | 9,200   | 9,400  | 18,600 |
| 7     | Italien          | Manuela Agnolucci | 9,250   | 9,250  | 18,500 |
| 8     | BR Deutschland   | Regina Weber      | 9,450   | 9,000  | 18,450 |

| Platz | Land             | Athletin          | Vornote | Punkte | Gesamt |
| ----- | ---------------- | ----------------- | ------- | ------ | ------ |
| 1     | Bulgarien        | Iliana Raeva      | 9,750   | 9,850  | 19,600 |
| 1     | Bulgarien        | Lilia Ignatova    | 9,800   | 9,800  | 19,600 |
| 3     | Sowjetunion      | Inessa Lisowskaja | 9,600   | 9,800  | 19,400 |
| 4     | Tschechoslowakei | Daniela Bosanska  | 9,600   | 9,700  | 19,300 |
| 4     | Sowjetunion      | Elena Tomas       | 9,650   | 9,650  | 19,300 |
| 6     | Spanien          | Susana Mendizabal | 9,350   | 9,650  | 19,000 |
| 7     | BR Deutschland   | Carmen Rischer    | 9,400   | 9,500  | 18,900 |
| 8     | BR Deutschland   | Regina Weber      | 9,350   | 9,200  | 18,550 |

| Platz | Land           | Athletin          | Vornote | Punkte | Gesamt |
| ----- | -------------- | ----------------- | ------- | ------ | ------ |
| 1     | Bulgarien      | Lilia Ignatova    | 9,750   | 9,850  | 19,600 |
| 2     | Bulgarien      | Iliana Raeva      | 9,600   | 9,900  | 19,500 |
| 2     | Sowjetunion    | Inessa Lisowskaja | 9,600   | 9,700  | 19,300 |
| 4     | Spanien        | Susana Mendizabal | 9,350   | 9,550  | 18,900 |
| 5     | Spanien        | Sonia Conde       | 9,300   | 9,550  | 18,850 |
| 6     | Niederlande    | Joke de Boer      | 9,250   | 9,500  | 18,750 |
| 7     | BR Deutschland | Carmen Rischer    | 9,350   | 9,300  | 18,650 |
| 8     | Italien        | Manuela Agnolucci | 9,250   | 9,350  | 18,600 |

### Gruppe

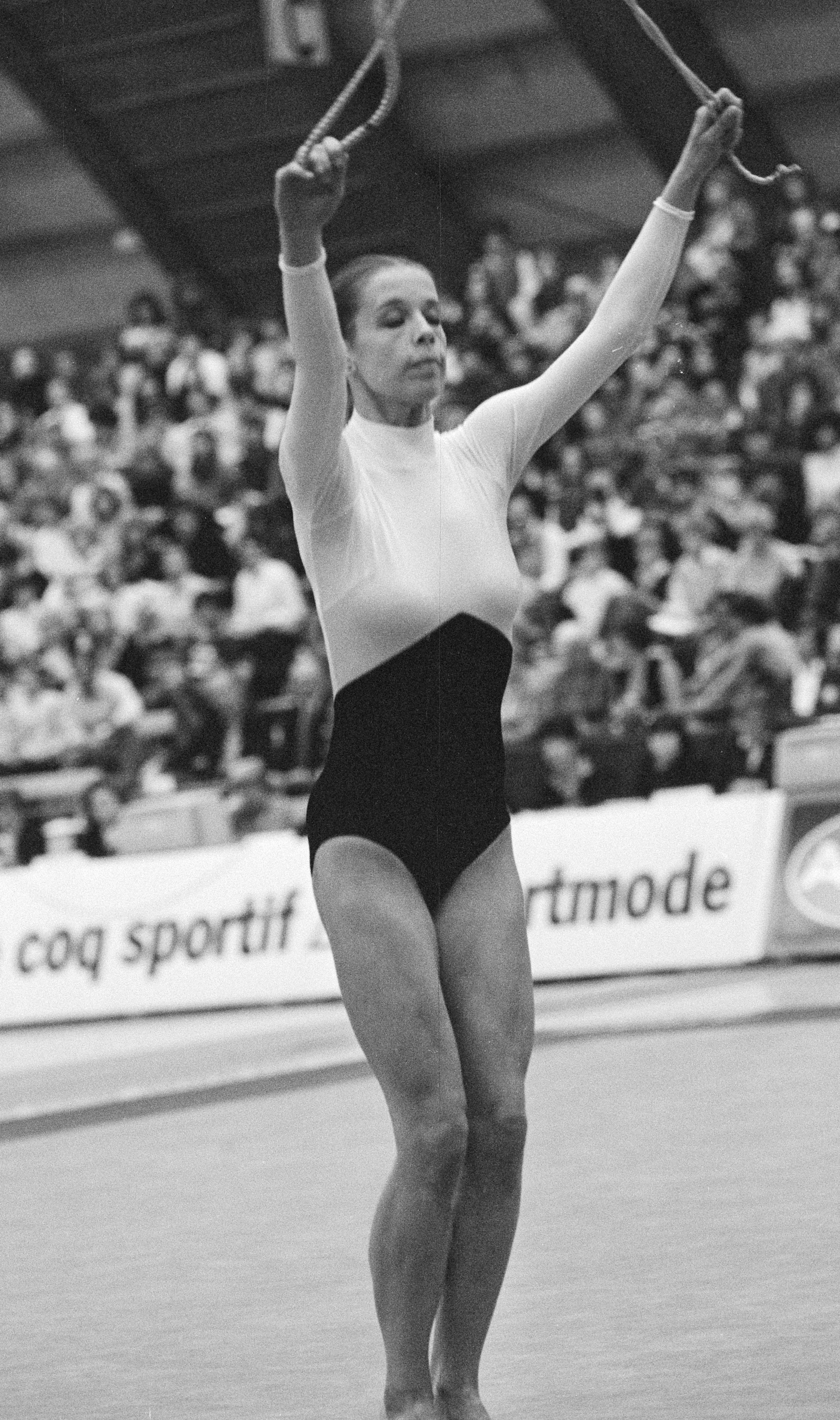
Regina Weber (FRG)

Der Teamwettkampf bestand aus einem Vorkampf und einem Finale. Die acht besten Mannschaften des Vorkampfes qualifizierten sich für das Finale. Die Punkte des Vorkampfes wurden mit den Finalpunkten zum Gesamtergebnis addiert.
| Platz | Land                            | Vorkampf | Finale | Gesamt |
| ----- | ------------------------------- | -------- | ------ | ------ |
| 1     | Bulgarien                       | 19,600   | 19,700 | 39,300 |
| 2     | Sowjetunion                     | 19,150   | 19,325 | 38,475 |
| 3     | Tschechoslowakei                | 18,875   | 19,000 | 37,875 |
| 4     | Ungarn                          | 18,300   | 18,000 | 36,300 |
| 4     | Deutsche Demokratische Republik | 18,275   | 18,025 | 36,300 |
| 6     | Polen                           | 18,150   | 17,900 | 36,050 |
| 7     | Spanien                         | 17,950   | 18,075 | 36,025 |
| 7     | Norwegen                        | 17,925   | 18,100 | 36,025 |
| 9     | Italien                         | 17,625   | –      | 17,625 |
| 10    | Schweden                        | 17,350   | –      | 17,350 |
| 11    | Niederlande                     | 17,250   | –      | 17,250 |
| 12    | Österreich                      | 17,100   | –      | 17,100 |
| 13    | Schweiz                         | 16,825   | –      | 16,825 |
| 14    | Vereinigtes Königreich          | 16,725   | –      | 16,725 |
| 15    | Frankreich                      | 15,600   | –      | 15,600 |

## Medaillenspiegel
| Medaillenspiegel |                  |      |        |        |        |
| Platz            | Land             | Gold | Silber | Bronze | Gesamt |
| 1                | Bulgarien        | 8    | 2      | 0      | 10     |
| 2                | Sowjetunion      | 0    | 3      | 2      | 5      |
| 3                | Tschechoslowakei | 0    | 0      | 2      | 2      |
| 4                | BR Deutschland   | 0    | 0      | 1      | 1      |